# 山科言緒
山科言緒（やましな ときお、天正5年（1577年）2月21日 - 元和6年（1620年）2月25日)は、室町時代後期から江戸時代前期にかけての公卿。

## 官歴
- 慶長4年（1599年）：内蔵頭
- 慶長6年（1601年）：従五位上、右少将
- 慶長11年（1606年）：正五位下
- 慶長16年（1611年）：従四位下
- 慶長18年（1613年）：従四位上、右中将
- 慶長20年（1615年）：正四位下
- 元和3年（1617年）：従三位
- 元和5年（1619年）：参議

## 系譜
- 父：山科言経
- 母：冷泉為益の娘
- 子：山科言総